# Saint-Aubin-de-Locquenay
Saint-Aubin-de-Locquenay är en kommun i departementet Sarthe i regionen Pays de la Loire i nordvästra Frankrike. Kommunen ligger i kantonen Fresnay-sur-Sarthe som tillhör arrondissementet Mamers. År 2022 hade Saint-Aubin-de-Locquenay 764 invånare.

## Befolkningsutveckling
Antalet invånare i kommunen Saint-Aubin-de-Locquenay
| Referens: INSEE |